# Narasimhanaickenpalayam
Narasimhanaickenpalayam è una suddivisione dell'India, classificata come town panchayat, di 11.005 abitanti, situata nel distretto di Coimbatore, nello stato federato del Tamil Nadu. In base al numero di abitanti la città rientra nella classe IV (da 10.000 a 19.999 persone).

## Geografia fisica
La città è situata a 11° 07' 25 N e 76° 56' 20 E.

## Società

### Evoluzione demografica
Al censimento del 2001 la popolazione di Narasimhanaickenpalayam assommava a 11.005 persone, delle quali 5.570 maschi e 5.435 femmine. I bambini di età inferiore o uguale ai sei anni assommavano a 1.065, dei quali 533 maschi e 532 femmine. Infine, coloro che erano in grado di saper almeno leggere e scrivere erano 8.599, dei quali 4.626 maschi e 3.973 femmine.